# Oblast Montana
| Basisdaten          | Basisdaten                  |
| ------------------- | --------------------------- |
| Region:             | Nordwestbulgarien           |
| Verwaltungssitz:    | Montana                     |
| Fläche:             | 3.635 km²                   |
| Einwohner:          | 116.172 (31. Dezember 2022) |
| Bevölkerungsdichte: | 32 Einwohner je km²         |
| NUTS:BG-Code:       | BG312                       |
| Karte               |                             |
| Karte               |                             |

Die Oblast Montana (bulgarisch Област Монтана) ist eine Verwaltungseinheit im Nordwesten Bulgariens. Die größte Stadt der Region ist das gleichnamige Montana. Die Oblast grenzt an Serbien und Rumänien.

## Bevölkerung
In der Oblast (Bezirk) Montana leben 116.172 Einwohner auf einer Fläche von 3635 km².
Die ethnische Zusammensetzung der Oblast Montana setzt sich zusammen aus 83,6 % Bulgaren und 12,3 % Roma. Türken sind mit einem Anteil von 0,11 % praktisch gar nicht vertreten. Andere ethnische Gruppen machen zusammen 0,28 % der Bevölkerung aus.

## Städte
| Stadt         | Bulgarischer Name | Einwohner (2022) |
| ------------- | ----------------- | ---------------- |
| Montana       | Монтана           | 36.633           |
| Lom           | Лом               | 16.297           |
| Berkowiza     | Берковица         | 9.945            |
| Warschez      | Вършец            | 5.308            |
| Waltschedram  | Вълчедръм         | 2.825            |
| Tschiprowzi   | Чипровци          | 1.338            |
| Bojtschinowzi | Бойчиновци        | 1.359            |
| Brusarzi      | Брусарци          | 873              |